# CGC Viareggio 1973
Questa voce raccoglie le informazioni riguardanti il CGC Viareggio nelle competizioni ufficiali della stagione 1973.

## Stagione
È un testa a testa con il Pordenone, ma il Viareggio ha una marcia in più e alla penultima giornata in casa, battendo il Torino, nel girone A della Serie B, per 11-0, conquista matematicamente la Serie A per la seconda volta. Dopo la retrocessione dell'anno scorso, i bianconeri sono riusciti a ritornare subito nella massima serie, frutto di 16 vittorie, 2 pareggi e nessuna sconfitta.

## Maglie e sponsor
|  | 1ª divisa | 2ª divisa |

## Rosa
| N. |                   | Ruolo | Calciatore       |
| -- | ----------------- | ----- | ---------------- |
|    | Italia (bandiera) | P     | Limena           |
|    | Italia (bandiera) | P     | Franco Palagi    |
|    | Italia (bandiera) | E     | Della Latta      |
|    | Italia (bandiera) | E     | Consorti         |
|    | Italia (bandiera) | E     | Paolo Bandieri   |
|    | Italia (bandiera) | E     | Riccardo Pardini |

| N. |                   | Ruolo | Calciatore       |
| -- | ----------------- | ----- | ---------------- |
|    | Italia (bandiera) | E     | Lirio Valenti    |
|    | Italia (bandiera) | E     | Piacentini       |
|    | Italia (bandiera) | E     | Martini          |
|    | Italia (bandiera) | E     | Vezzuto          |
|    | Italia (bandiera) | E     | Merlini          |
|    | Italia (bandiera) | P     | Bertuccelli      |
|    | Italia (bandiera) | E     | Andrea Pollacchi |